# Resolució 95 del Consell de Seguretat de les Nacions Unides
La Resolució 95 del Consell de Seguretat de les Nacions Unides, aprovada l'1 de setembre de 1951, després de recordar-li a tots dos bàndols del conflicte araboisraelià de les seves recents promeses que treballarien per la pau, el Consell va convidar a Egipte a aixecar al pas de bucs mercants i mercaderies de tots els països pel Canal de Suez i a abstenir-se de posar traves en aquest pas fora de les indispensables per a la seguretat de la navegació al Canal.
La resolució va ser aprovada amb vuit vots contra cap i tres abstencions de la Xina, Índia i la Unió Soviètica. Va ser una rara resolució crítica per als estats àrabs en el conflicte araboisraelià, aprovada abans del període en la qual la Unió Soviètica indiferentment usés el seu poder de veto contra aquestes resolucions.